# Сунітиніб
Сунітиніб (англ. Sunitinib, лат. Sunitinibum) — синтетичний лікарський препарат, який належить до групи інгібіторів тирозинкінази, що застосовується перорально. Сунітиніб розроблений у лабораторії американської компанії «SUGEN» початково під кодовою назвою SU11248, пізніше права на препарат викупила компанія «Pfizer», яка отримала схвалення FDA на препарат, та випускає його під торговельною маркою «Сутент».

## Фармакологічні властивості
Сунітиніб — синтетичний лікарський засіб, який належить до групи інгібіторів протеїнтирозинкінази. Механізм дії препарату полягає в інгібуванні ферменту тирозинкінази великої кількості клітинних рецепторів. Це призводить до пригнічення фосфорилювання рецепторів клітин, наслідком чого є порушення процесів мітозу та проліферації клітин. Оскільки мітотична активність є більшою в пухлинних клітин, то сунітиніб переважно блокує ріст та проліферацію пухлинних клітин, а також метастазування пухлини. Біологічною мішенню сунітинібу є білки KDR, FLT4, PDGFRB, FGFR1, FLT3, c-kit, CSF1R та PDGF-R. Сунітиніб застосовується як самостійний препарат, так і в комбінації з іншими препаратами для лікування стромальних пухлин травної системи, нейроендокринних пухлин підшлункової залози, а також раку нирки, як розповсюдженого, так і метастатичного. Вивчається також застосування сунітинібу при менінгіомі, асоційованій з нейрофіброматозом, а також при деяких видах лейкозу. Сунітиніб у клінічних дослідженнях виявив значну ефективність при застосуванні у випадку раку нирки, у тому числі для профілактики метастазів після нефректомії, та при стромальних пухлинах шлунково-кишкового тракту, причому із вищою або співставимою ефективністю в порівнянні з сорафенібом та пазопанібом із нижчою кількістю побічних ефектів, хоча й поступається новітньому препарату цієї ж групи кабозантинібу за ефективністю, а пазопаніб мав меншу токсичність. Хоча кількість побічних ефектів при застосуванні сунітинібу є досить значною, більшість із них є легкими та помірними.

### Фармакокінетика
Сунітиніб добре та відносно повільно всмоктується після перорального застосування. Максимальна концентрація препарату в крові досягається протягом 6—12 годин після прийому препарату. Сунітиніб добре розподіляється в тканинах організму та майже повністю (на 95 %) зв'язується з білками плазми крові. Препарат проходить через плацентарний бар'єр, даних за виділення в грудне молоко людини немає. Сунітиніб метаболізується у печінці з утворенням переважно активного метаболіту. Виводиться препарат переважно (на 61 %) із калом, частково із сечею у вигляді метаболітів. Період напіввиведення сунітинібу становить 40—60 годин, період напіввиведення активного метаболіту препарату становить 80—110 годин, і цей час практично не змінюється у хворих із порушенням функції печінки або нирок.

## Покази до застосування
Сунітиніб застосовують для лікування стромальних пухлин травної системи, нейроендокринних пухлин підшлункової залози, а також раку нирки, як розповсюдженого, так і метастатичного.

## Побічна дія
Хоча при застосуванні сунітинібу побічні ефекти спостерігаються відносно часто, у переважній більшості випадків вони є легкими або помірними. Найчастішими побічними ефектами сунітинібу є діарея, підвищена втомлюваність, нудота, стоматит, блювання, артеріальна гіпертензія, долонно-підошовний синдром, шкірний висип, лімфопенія, нейтропенія, тромбоцитопенія, лейкопенія. Серед побічних ефектів препарату найчастішими є:
- Алергічні реакції та з боку шкірних покривів — дерматит, алопеція, зміна кольору шкіри, кропив'янка, сухість шкіри, синдром Стівенса-Джонсона, набряк Квінке, синдром Лаєлла, фотодерматоз, грипоподібний синдром, гарячка.
- З боку травної системи — езофагіт, запор, метеоризм, погіршення апетиту, гепатит, шлунково-кишкові кровотечі, кровотеча з ясен, холецистит, гастроезофагеальний рефлюкс, сухість у роті, печінкова недостатність, геморой, панкреатит, перфорація кишки, біль у роті, біль у язиці.
- З боку нервової системи — головний біль, запаморочення, порушення смаку, парестезії, безсоння або сонливість, депресія, набряк навколо очниць, посилена сльозотеча, набряк повік; рідше транзиторна ішемічна атака, порушення мозкового кровообігу, синдром зворотної задньої лейкоенцефалопатії.
- З боку серцево-судинної системи — серцева недостатність, тахікардія, артеріальна гіпертензія, кардіоміопатія, підвищена кровоточивість, периферичні набряки, тромбози або емболії, приливи крові, аритмії, біль у грудній клітці, ексудативний перикардит, зниження фракції викиду, подовження інтервалу QT на ЕКГ.
- З боку дихальної системи — носова кровотеча, кашель, дихальна недостатність, біль у гортані, тромбоемболія легеневої артерії.
- З боку сечостатевої системи — ниркова недостатність, зміна кольору сечі, протеїнурія, нефротичний синдром.
- З боку опорно-рухового апарату — болі у м'язах і суглобах, біль у кінцівках, спазми в м'язах, біль у спині, некроз нижньої щелепи, некротизуючий фасціїт.
- Інфекційні ускладнення — сепсис, герпетичні інфекції, інфекції верхніх дихальних шляхів, абсцеси, грибкові інфекції, інфекції сечовидільної системи, інфекції шкіри.
- Інші побічні ефекти — тиреоїдит, гіпертиреоз іноді з переходом у гіпотиреоз, кровотечі з пухлин.
- Зміни в лабораторних аналізах — анемія, тромбоцитопенія, нейтропенія, панцитопенія, підвищення рівня креатиніну та сечовини в крові, підвищення рівня сечової кислоти в крові, підвищення рівня активності амілази, креатинфосфокінази та амінотрансфераз.

## Протипокази
Сунітиніб протипоказаний при підвищеній чутливості до препарату, при вагітності та годуванні грудьми, особам віком до 18 років.

## Форми випуску
Сунітиніб випускається у вигляді желатинових капсул по 0,0125; 0,025; 0,0375 та 0,05 г.